# Fiona Kelly
Pour les articles homonymes, voir Kelly.
Fiona Kelly, née le 15 mai 1959 dans le Yorkshire, est une romancière britannique qui a principalement écrit des romans policiers appartenant à la littérature d'enfance et de  jeunesse.

## Biographie
Fiona Kelly, inspirée dès son enfance par l'œuvre d'Enid Blyton, a manifesté tôt la volonté de devenir auteure de romans policiers. Après ses études elle déménage à Londres où, avant de pouvoir vivre de sa plume, elle travaille successivement comme enseignante d'anglais, puis dans un musée et dans une librairie spécialisée dans les romans policiers. Elle habite toujours à Londres aujourd'hui.

## Romans traduits en français

### SérieJamais deux sans trois
Cette série présente les aventures de trois enfants habitant Londres : Jenny, Miranda et Peter. Grâce à leur sens de l'observation, et au fait que Peter ait comme hobby de noter les numéros de plaque d'immatriculation des voitures qu'il croise, ils identifient des situations étranges dans leur vie quotidienne qui les met sur la piste de crimes et délits divers et variés (kidnapping, recel de voitures, fausse monnaie). Au terme d'enquêtes aux méthodes originales, ils parviennent alors à trouver des preuves d'activités illégales qu'ils fournissent alors à la police.
- Un drôle de numéro [« Spy Catchers! »]  (trad. de l'anglais par Sylvia Gehlert, ill. Jean Claverie), Actes sud juniors, 1999 (ISBN 978-2-7427-0955-7)[1].

- Cachette surprise [« Lost and Found »]  (trad. de l'anglais par Sylvia Gehlert, ill. Jean Claverie), Actes sud juniors, 1999, 123 p. (ISBN 978-2-7427-0956-4).

- La Rançon du renard [« Treasure Hunt »]  (trad. de l'anglais par Sylvia Gehlert, ill. Jean Claverie), Actes sud juniors, 1999 (ISBN 978-2-7427-1963-1).

- 14 Chemin des Rosiers [« The Empty House »]  (trad. de l'anglais par Sylvia Gehlert, ill. Jean Claverie), Actes sud juniors, 1999 (ISBN 978-2-7427-1133-8).

- Monnaie de singe [« Funny Money »]  (trad. de l'anglais par Sylvia Gehlert, ill. Jean Claverie), Actes sud juniors, 1998 (ISBN 978-2-7427-1964-8).

- La Baie des contrebandiers [« Smugglers Bay »]  (trad. de l'anglais par Sylvia Gehlert, ill. Jean Claverie), Actes sud juniors, 1998, 121 p. (ISBN 978-2-7427-1132-1).

- Piège sur le net [« Blackmail! »]  (trad. de l'anglais par Sylvia Gehlert, ill. Jean Claverie), Actes sud juniors, 1998 (ISBN 978-2-7427-2960-9).

- Le Trésor des Granville [« Mystery Weekend »]  (trad. de l'anglais par Lilas Nord, ill. Jean Claverie), Actes sud juniors, 1998, 125 p. (ISBN 978-2-7427-1135-2)[2].

- Une occasion à saisir [« Wrong Number »]  (trad. de l'anglais par Lilas Nord, ill. Jean Claverie), Actes sud juniors, 1999, 125 p. (ISBN 978-2-7427-1135-2).

- Quand le brouillard s'en mêle [« Hostage! »]  (trad. de l'anglais par Lilas Nord, ill. Jean Claverie), Actes sud juniors, 1999, 123 p. (ISBN 978-2-7427-1404-9).

- Mary Nelson a disparu [« Kidnap! »]  (trad. de l'anglais par Lilas Nord, ill. Jean Claverie), Actes sud juniors, 1997, 126 p. (ISBN 978-2-7427-1403-2).

- Fausse alerte [« False Alarm »]  (trad. de l'anglais par Dominique Delord, ill. Jean Claverie), Actes sud juniors, 1997 (ISBN 978-2-7427-2959-3).

### SérieMistery club
Cette série se déroule chronologiquement après Jamais deux sans trois. Jenny a déménagé et quitté Londres ; dans son nouveau lycée elle rencontre Belinda et Tracy, avec lesquelles elle fonde le Mystery Club. 
- Indices secrets [« Secret Clues »]  (trad. de l'anglais par Francine André), Paris, J'ai lu, coll. « Noir mystère », 1999, 157 p. (ISBN 2-290-04523-3).

- Un témoin trop gênant [« Double Danger »]  (trad. de l'anglais par Francine André), Paris, J'ai lu, coll. « Noir mystère », 1999, 124 p. (ISBN 2-290-04531-4).

- L'Île interdite [« The fForbidden Island »]  (trad. de l'anglais par Francine André), Paris, J'ai lu, coll. « Noir mystère », 1999, 155 p. (ISBN 2-290-04535-7).

- Minuit l'Heure du crime [« Mischief at Midnight »]  (trad. de l'anglais par Francine André), Paris, J'ai lu, coll. « Noir mystère », 1999, 125 p. (ISBN 2-290-04623-X).

- On a enlevé Tracy ! [« Missing! »]  (trad. de l'anglais par Francine André), Paris, J'ai lu, coll. « Noir mystère », 1999, 157 p. (ISBN 2-290-04769-4).

- Cache-cache  (trad. de l'anglais par Francine André), Paris, J'ai lu, coll. « Noir mystère », 1999, 156 p. (ISBN 2-290-04834-8).

- Motus et Bouche cousue [« Buried Secrets »]  (trad. de l'anglais par Francine André), Paris, J'ai lu, coll. « Noir mystère », 1999, 125 p. (ISBN 2-290-04897-6).

- Course-poursuite [« Deadly Games »]  (trad. de l'anglais par Francine André), Paris, J'ai lu, coll. « Noir mystère », 1999, 157 p. (ISBN 2-290-04940-9).

- Sur écoute [« Crossed Lines »]  (trad. de l'anglais par Francine André), Paris, J'ai lu, coll. « Noir mystère », 1999, 157 p. (ISBN 2-290-05005-9).

- Le Voleur de chevaux [« Dark Horse »]  (trad. de l'anglais par Francine André), Paris, J'ai lu, coll. « Noir mystère », 1999, 157 p. (ISBN 2-290-05064-4).

- Le hasard fait bien les choses  (trad. de l'anglais par Francine André), Paris, J'ai lu, coll. « Noir mystère », 1999, 157 p. (ISBN 2-290-05114-4).

- Chute fatale [« Fatal Fall »]  (trad. de l'anglais par Francine André), Paris, J'ai lu, coll. « Noir mystère », 1999, 157 p. (ISBN 2-290-05201-9).

- Crash [« Crash Landing! »]  (trad. de l'anglais par Francine André), Paris, J'ai lu, coll. « Noir mystère », 1999, 157 p. (ISBN 2-290-05243-4).

- L'Empoisonneuse [« Poison! »]  (trad. de l'anglais par Francine André), Paris, J'ai lu, coll. « Noir mystère », 1999, 156 p. (ISBN 2-290-05345-7).

## Distinction
Son livre  Un drôle de numéro a reçu le 9e Prix (1997-1998) niveau CE2·CM1 des Incos.